# 天主教東吁教區
天主教東吁教區（拉丁語：Dioecesis Tunguensis）是羅馬天主教的一個教區，位於緬甸中南部和勃固省北部，面積為49,600平方公里，受東枝總教區管轄。
東緬甸宗座代牧區於1870年建立，1927年易名，1955年1月1日升為教區，1998年前受仰光總教區管轄。教區於2005年時有20個堂區、40,094名教友和53名司鐸。現任教區主教為達努，助理主教為紹高迪。